# Olaria (Coronel Fabriciano)
Olaria é um bairro do município brasileiro de Coronel Fabriciano, no interior do estado de Minas Gerais. Localiza-se no distrito Senador Melo Viana, estando situado no Setor 4. Segundo o censo demográfico de 2022, realizado pelo Instituto Brasileiro de Geografia e Estatística (IBGE), sua população era de 1 031 habitantes e havia 383 domicílios particulares permanentes ocupados.
De acordo com o IBGE, em 2010 a população era de 1 373 habitantes e havia 497 domicílios particulares.
O bairro foi criado após a área ser loteada na década de 1950. Seu nome se deve a três olarias existentes entre os atuais bairros Olaria, São Domingos e Santo Eloy, que eram administradas por Antônio Santiago e Nivaldo Lugares Pinto e estiveram em funcionamento entre 1940 e 1965. Possui uma mistura de classes sociais, encontrando casas de alto e médio padrão. Conta com um comércio diversificado, predominando na Avenida Magalhães Pinto.

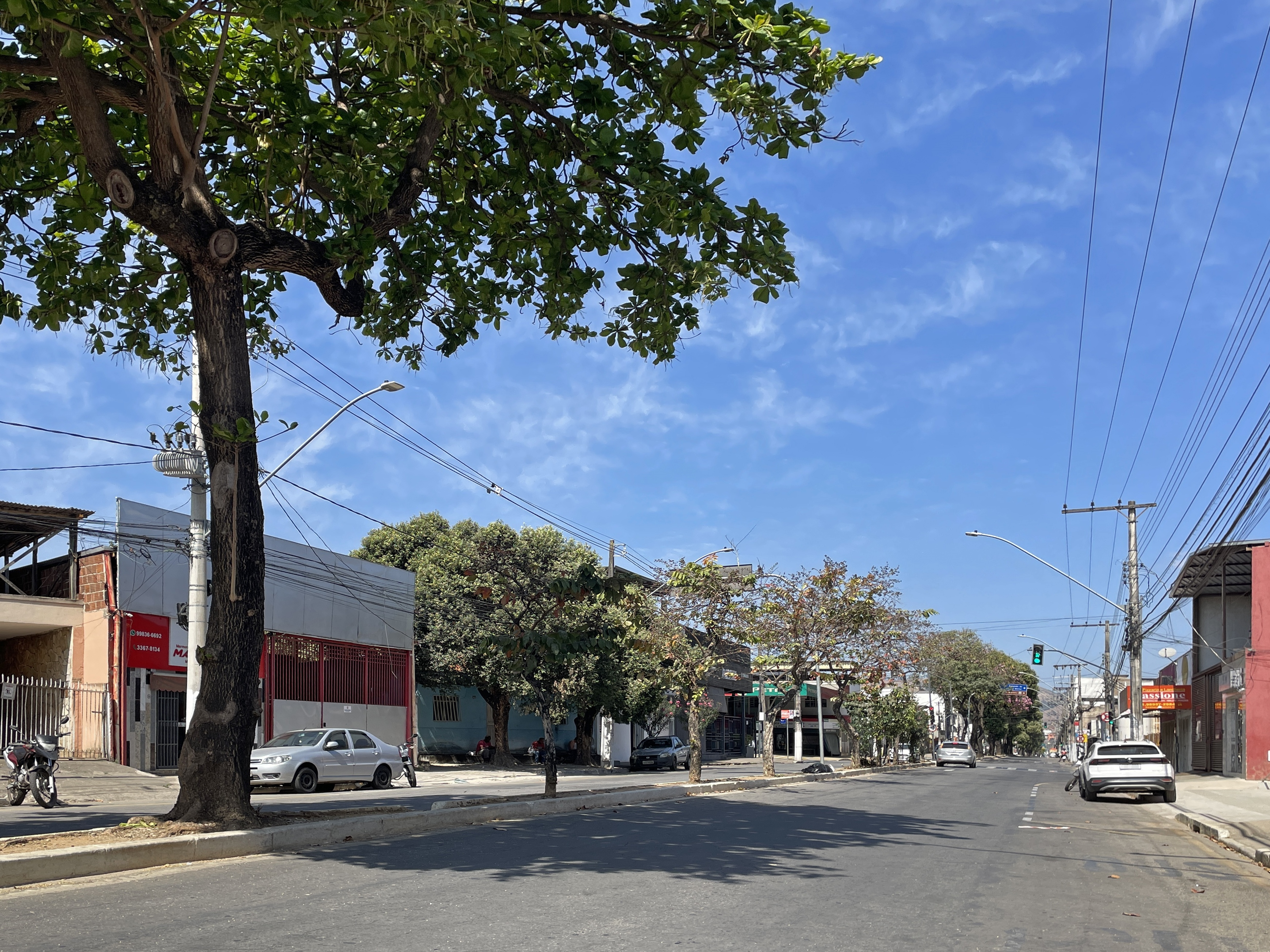
Avenida Magalhães Pinto entre os bairros Melo Viana e Olaria
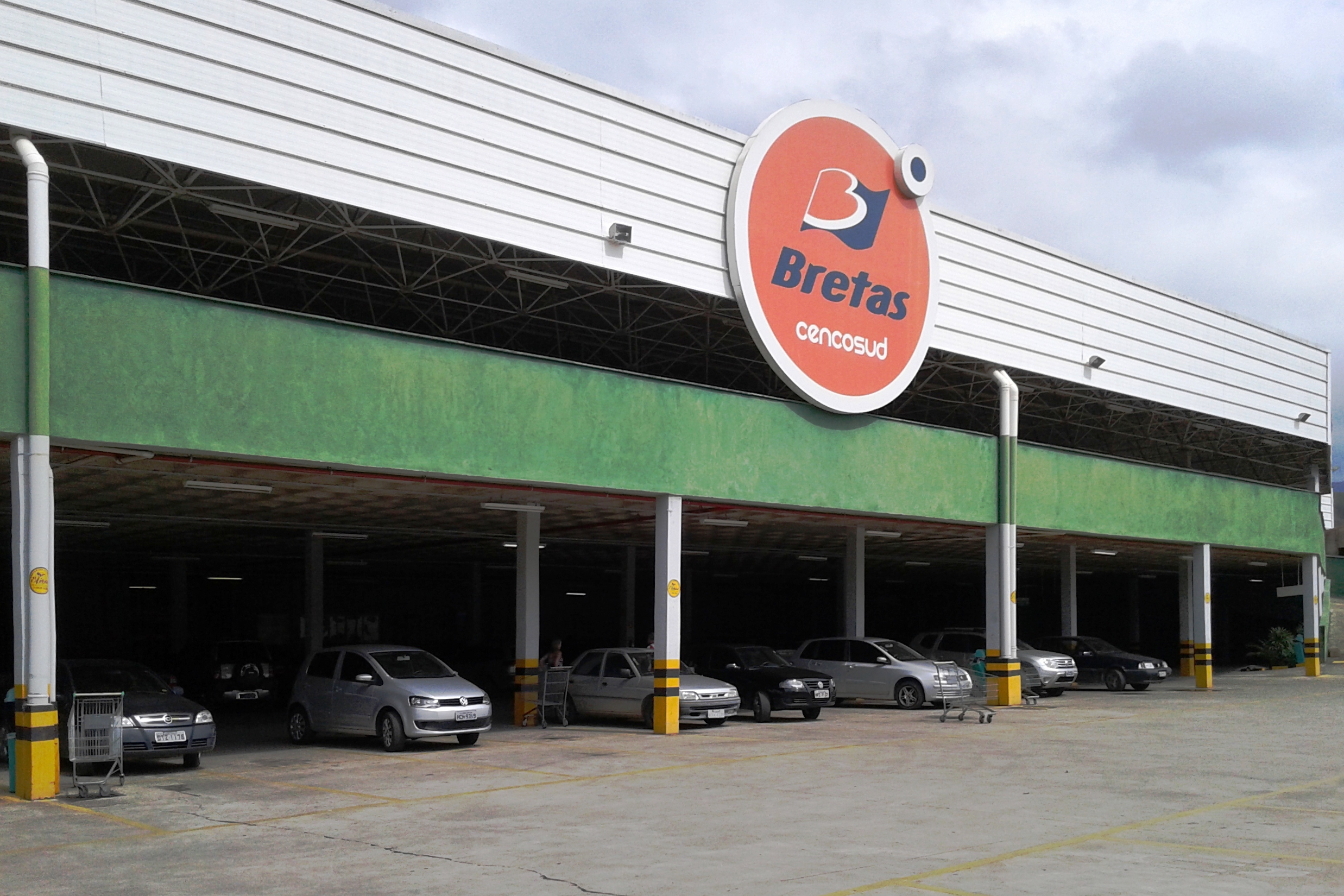
Antigo supermercado Bretas no bairro Olaria